# Pierres historiées de Gotland

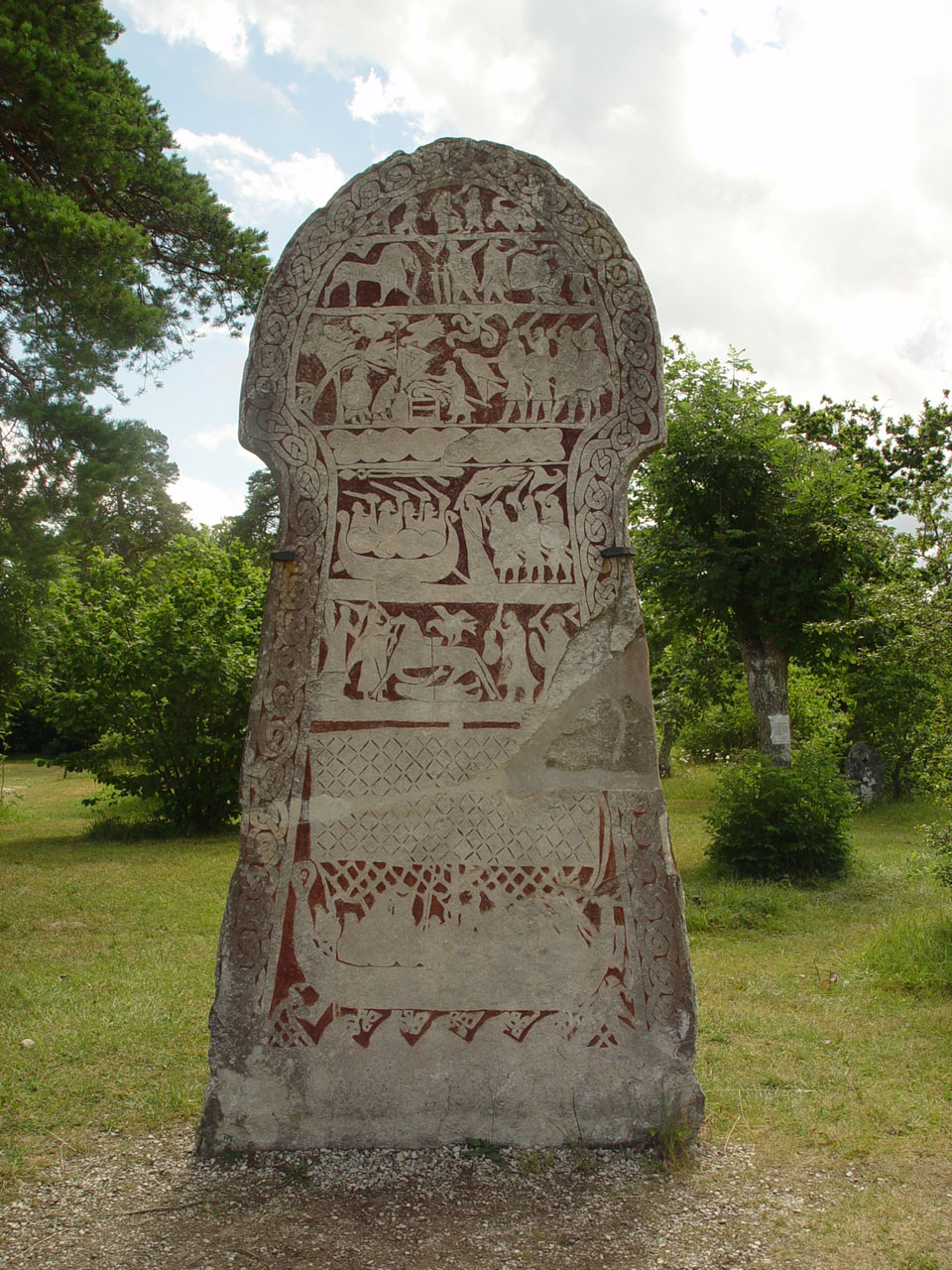
Pierre à peintures dans un musée folklorique de plein air à Bunge (VIIIe siècle), 300 cm de haut

Les pierres historiées de Gotland, en suédois Bildstenar (« pierres à peintures »), sont des pierres calcaires taillées que l'on trouve sur l'île de Gotland, en Suède. Elles sont produites entre environ 400 et 1100, et sont propres à la culture gotlandaise. Une seule pierre de ce type est retrouvée hors de Scandinavie, à Grobiņa, en Lettonie, site d’une colonie gotlandaise médiévale.

## Caractéristiques
Les pierres présentent des gravures figuratives, souvent sans inscriptions runiques. Elles diffèrent des rares autres pierres imagées scandinaves, comme le monument de Hunnestad (en), par leur style et leur fonction. Elles se distingues en trois phases chronologiques.
La première phase, du Ve au VIe siècle, est caractérisée par des pierres de forme bombée en haut, rappelant une lame de hache. Elles mesurent en général entre 1 et 1,5 mètre, bien qu’un exemplaire retrouvé à Sanda (en) atteigne 3,3 mètres. Elles représentent des spirales centrales, des animaux, des guerriers armés et des navires sans voiles. Les spirales sont interprétées comme des symboles solaires hérités du culte du soleil de l’âge du Bronze nordique. 
La seconde phase, du VIe au VIIIe siècle, se caractérise par des pierres plus petites et reprennent la forme en lame de hache, avec des côtés plus concaves. Elles présentent souvent un cadre décoratif et figurent des animaux (oiseaux aquatiques, élans, cervidés) ainsi que des navires parfois munis de voiles. 
La troisième phase, durant l'Âge des Vikings, est constituée de pierres plus grandes qui adoptent une forme évoquant un champignon, un trou de serrure, un phallus ou une porte. Leur surface est divisée en registres illustrant des scènes variées : cavaliers, femmes portant des cornes à boire, sacrifices, combats, et navires. Certaines images sont interprétées comme issues de la mythologie nordique. Les pierres d’Ardre et de Tjängvide montrent un cavalier sur un cheval à huit jambes, identifié par certains comme Odin sur Sleipnir.

Certaines pierres comportent de courtes inscriptions runiques. Elles servent de monuments commémoratifs, souvent placés près des routes ou dans des champs funéraires.

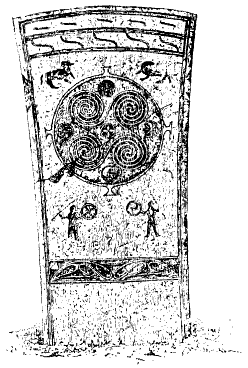
Pierre à peintures de type ancien
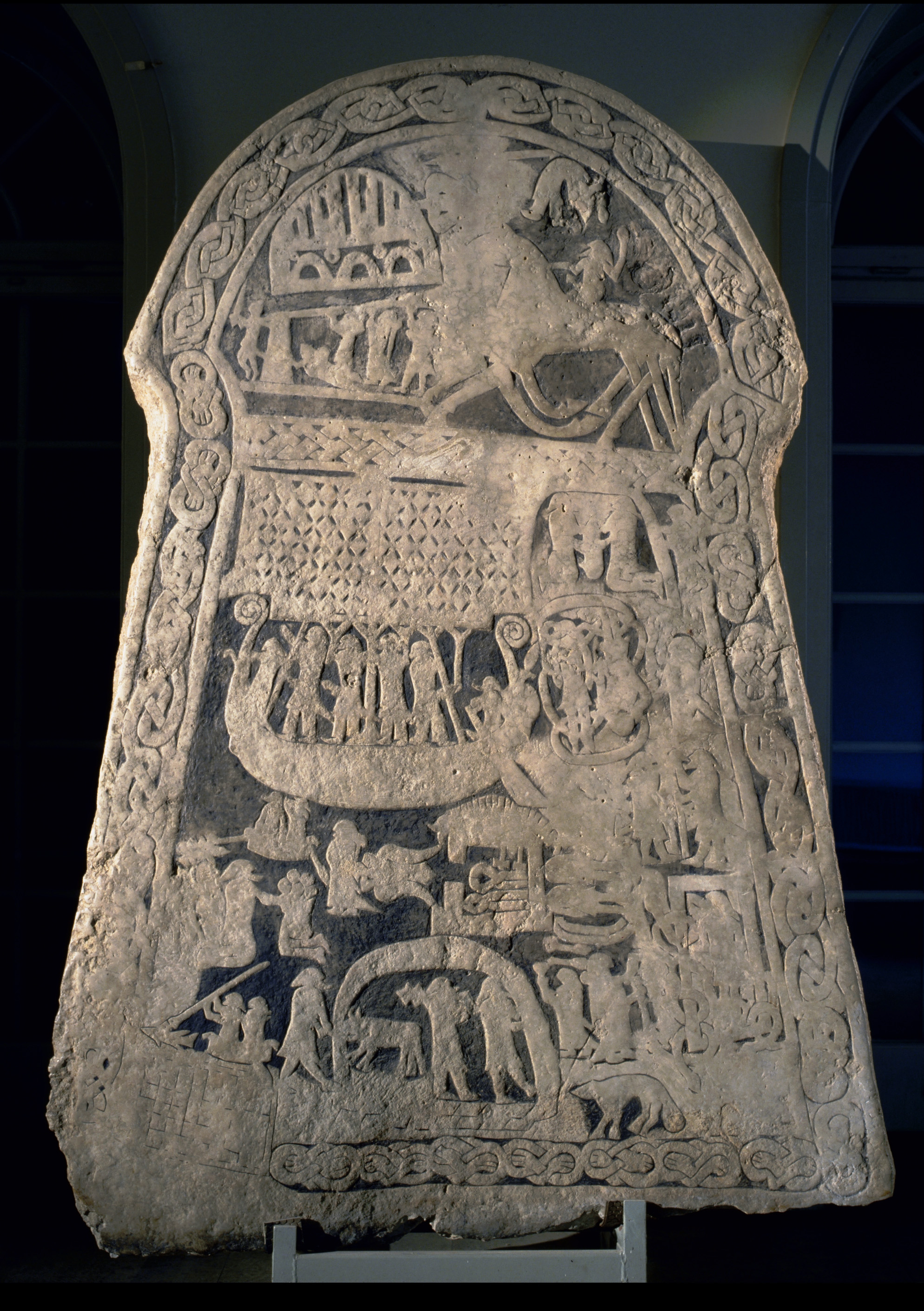
Pierre à peintures de type plus récent avec des motifs de la saga de Völund (vers 800)
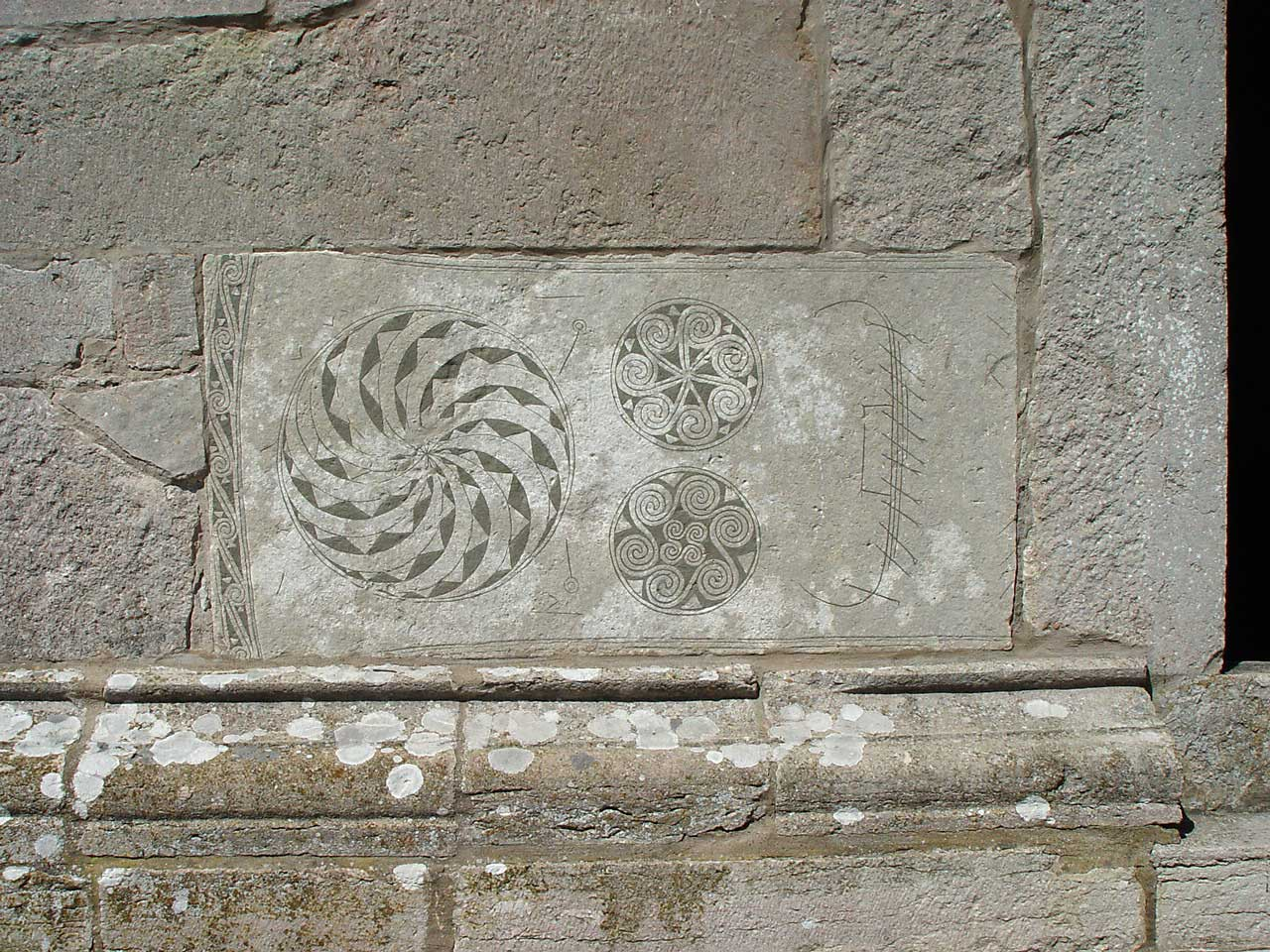
Pierre à peintures (Ve siècle), dans le mur de l'église de Bro (sv)
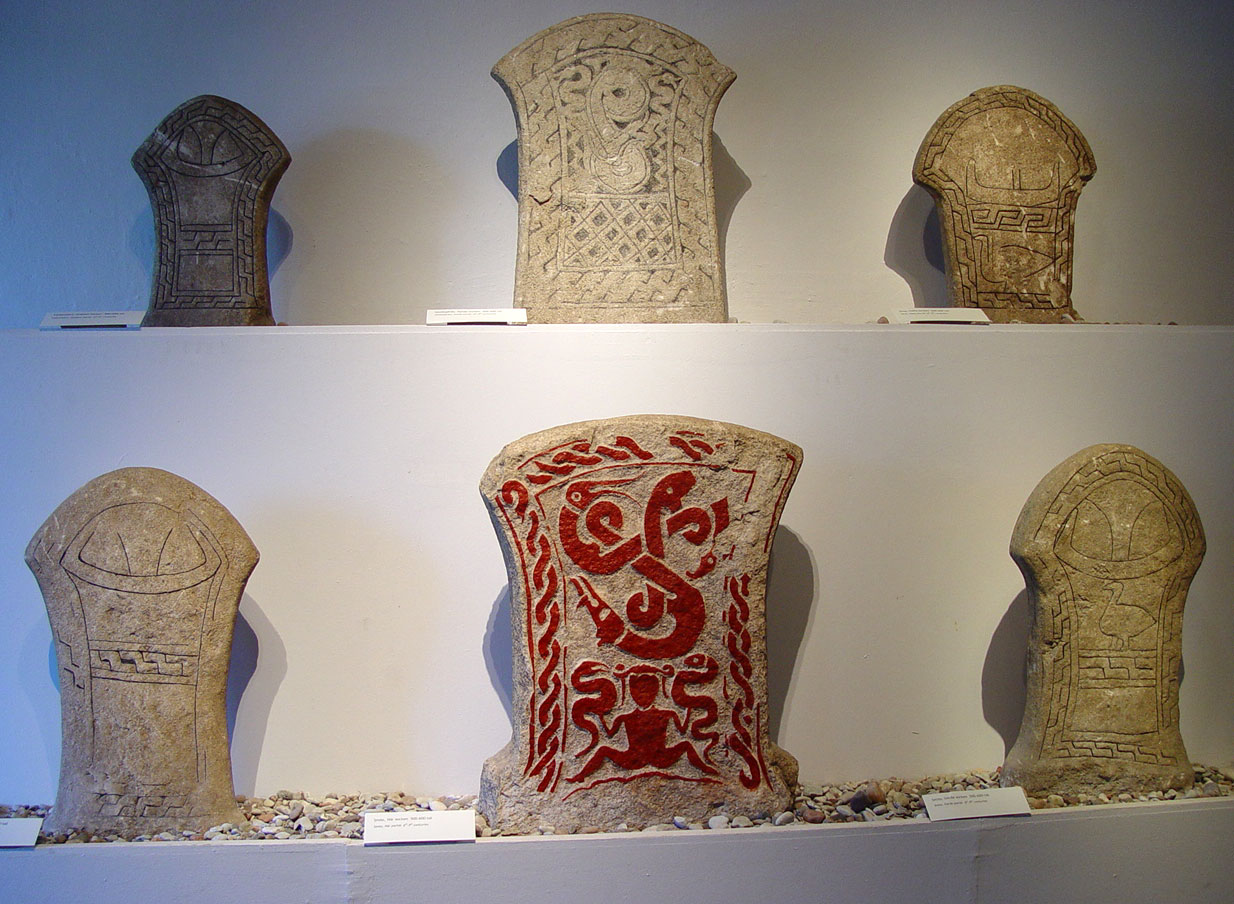
Pierres à peintures au musée historique du Gotland, à Visby

## Importance
Les pierres historiées de Gotland constitue l'un des principaux réservoir d'images et de représentations contemporaines de la culture scandinave du Ier millénaire. Plus de 400 pierres, dont les plus anciennes remontent au Ve siècle, sont réalisées durant la période viking. Elles se distinguent des pierres runiques que l'on retrouve dans l'ensemble du territoire scandinave par l'emploi majoritaire d'illustrations plutôt que d'inscriptions textuelles. Ces motifs constituent des scènes pouvant relever d'une représentation mythologique, de batailles, de commémorations. Ces images constituent un témoignages des croyances, des cultures, et de leur évolution à travers le temps. 
Sur les pierres de la première et seconde phase, les disques solaires zébrés pourraient représenter le soleil occulté par les poussières de l'éruption volcanique qui provoque les événement climatique de 535-536, potentiellement associé au mythe du Ragnarök. Dans la seconde phase se trouvent les premières représentations de l'utilisation de la voile pour la navigation scandinave, permettant de considérer que cette étape technologique majeure menant à la période viking est maitrisée dès le VIe siècle. Les décorations détaillées de la troisième phase présente d'importants renseignements sur les équipements et préparatifs de raid. On y voit les armes, armures et boucliers dans un détail permettant de déterminer le matériau employé et les différents types d'équipement.